# Марко Ферери
Марко Ферери (на италиански: Marco Ferreri) е италиански филмов режисьор. 

## Биография
Роден е в Милано. Най-известният му филм е „Голямото плюскане“ (1973) с участието на Марчело Мастрояни, Мишел Пиколи, Филип Ноаре и Уго Тоняци. Бил е атеист.
Умира в Париж от сърдечен удар. След смъртта си Жил Якоб, художествен ръководител на Международния филмов фестивал в Кан, заяви: „Италианското кино е загубило един от най-оригиналните му творци, един от най-личните му автори, никой не беше по-взискателен, нито по-алегоричен в това да показва състоянието на кризата на съвременния човек“.

## Избрана филмография

### Режисьор
| година | филм                         | оригинално заглавие        | бележки |
| ------ | ---------------------------- | -------------------------- | ------- |
| 1967   | Харем                        | L'harem                    |         |
| 1969   | Дилинджър е мъртъв           | Dillinger è morto          |         |
| 1973   | Количката                    | El Cochecito               |         |
| 1973   | Голямото плюскане            | La grande abbuffata        |         |
| 1976   | Последната жена              | L'ultima donna             |         |
| 1981   | Истории за обикновена лудост | Storie di ordinaria follia |         |